# آلة التواصل
آلة التواصل (بالإنجليزية: Connection Machine)‏ هي سلسلة من الحواسيب الخارقة تم اختراعها من قبل داني هيليس في شركة ثينكينج ماشينز وقد صمم بشكل رئيسي من أجل تطبيقات الذكاء الصنعي.وقد تم تطويره كما يلي: (CM-1(1985), CM-2 (1986) and CM-5 (1992
وسوف ندرس في هذا الفصل CM-5.

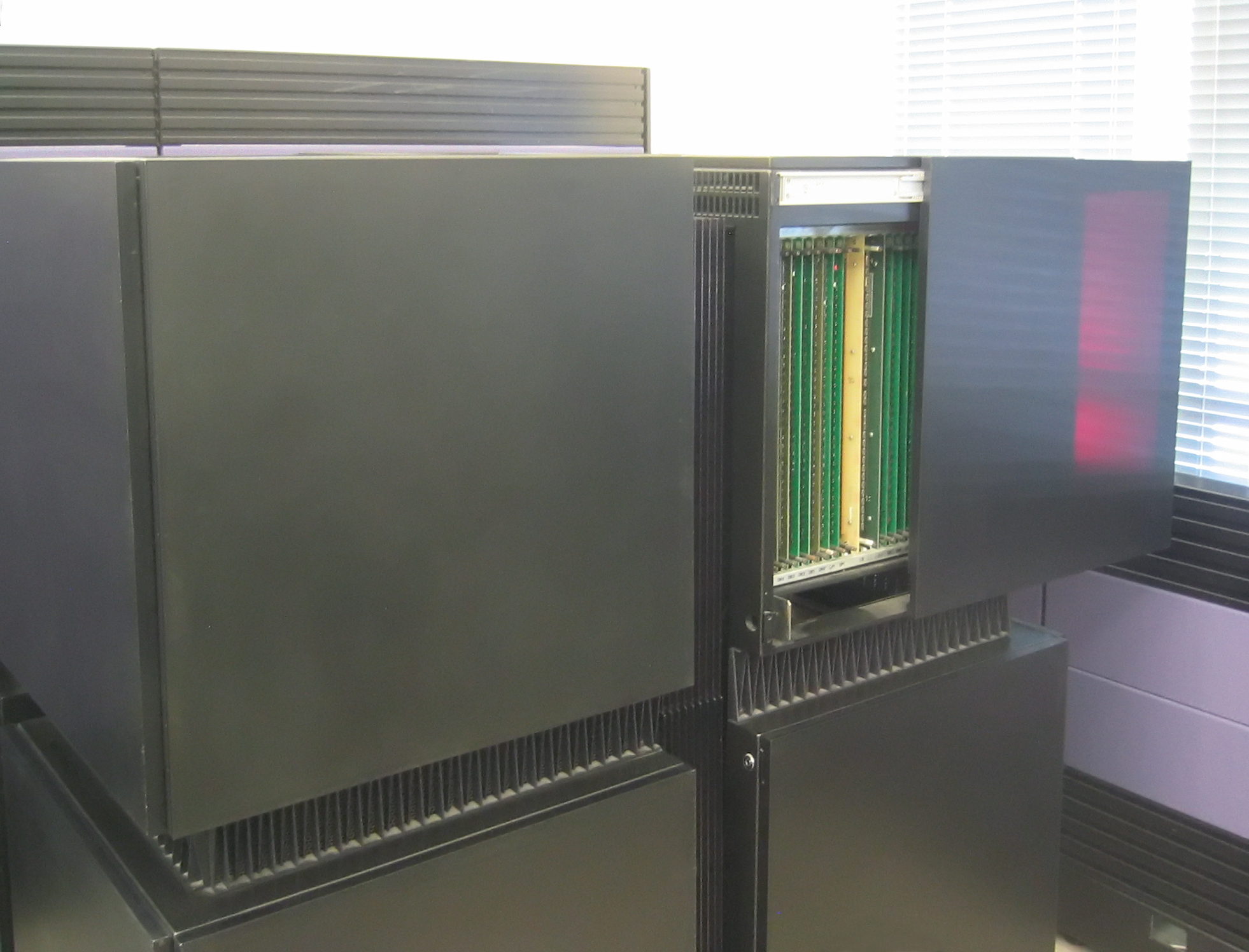
آلة تفكير CM-2 في متحف تاريخ الحاسوب في مدينة ماونتان فيو ، كاليفورنيا. وقد رفع غطاء جزء منها لكي يرى الجمهور بنيته الداخلية.

إن CM-5 هي حواسيب عملاقة من نوع (MIMD (Multiple Instruction, Multiple Data.
إن نظام CM-5 يحوي على ما يقارب 32 عقدة معالجة (PNs(Processing Nodes وكل عقدة هي معالج SPARC ذو التردد 32 MHz مع ما يزيد عن 32Mbytes من الذاكرة المحلية.تربط عقد المعالجة(PNs) بين ثلاث شبكات وهي
شبكة المعطيات Data وشبكة التحكم Control وشبكة التشخيص diagnostic.
حيث تؤمن شبكة المعطيات اتصال البيانات نقطة بنقطة Point_To_Point بين أي عقدتي معالجة PNs.
وهذه الاتصالات يمكن أن تتم بين أزواج من العقد PNs بنفس الوقت وفي جميع الاتجاهات.
بينما تؤمن شبكة التحكم العمليات التعاونية التي تشمل الإرسال والتزامن والمسح.
إن CM-5 هي مجموعة من الالات عالية الأداء التي تتفاعل مع بعضها عبر شبكتي المعطيات والتحكم. هذا ويجب أن تكون عقد المعالجة PNs المرسلة والمستقبلة متزامنة قبل إرسال الرسالة. حيث أن نقاط التزامن يتم إدخالها قبل خطوة اتصال المعطيات وبالتالي يمكن أن نعد التزامن جزء من زمن البدء.
إن أول لغة عالية المستوى تم استخدامها من أجل هذه الآلة هي *Lisp وكذلك كانت لغة c* و
لغة CM Fortran ولغة C++ وغيرها ممكنة لهذه الالات إلى جانب *Lisp.
ويتم الاتصال بين الذاكرة والمعالجات عبر ما يسمى MBUS.

## Fat-Tree of CM-5
تتميز CM-5 ببنية شجرية ويمثل كل معالج ورقة في هذه البنية الشجرية
حيث نلاحظ ما يلي :
•	وجود أبوين لكل ولد من أجل المستويين الأولين.
•	وجود أربعة اباء للأولاد في المستويات الأعلى.
وهكذا نجد أن CM-5 يعتبر تطوير لـ CM-2 ويختلف عنه بما يلي:
•	إن CM-5 يملك معالجات SPARC ذات 64bit بينما CM-2 يملك معالجات تسلسلية ذات 1bit.
•	إن CM-5 من نوع MIMD بينما CM-2 من نوع SIMD.
•	إن CM-5 له بنية شجرية بينما CM-2 له بنية مكعبية.